# عينات شلاين
عينات شلاين هي دبلوماسية إسرائيلية.
كانت شلاين أول امرأة تتولى منصب سفيرة إسرائيل في دولة عربية، حيث تم تعيينها سفيرة لدى الأردن عام 2014.   